# 46 Hestia
46 Hestia (in italiano 46 Estia) è un grande e scuro asteroide della Fascia principale, il corpo primario della Famiglia di asteroidi Hestia.
Hestia fu scoperto da Norman Robert Pogson il 16 agosto 1857 al Radcliffe Observatory di Oxford (Regno Unito); fu battezzato così in onore di Estia, la dea greca del fuoco.
Nel 1981, un team di astronomi, basandosi sui dati ricavati dalla curva di luce, ha ipotizzato la presenza (non ancora confermata) di un satellite di Hestia.